# Tuhrina
Tuhrina (em húngaro: Turina) é um município da Eslováquia, situado no distrito de Prešov, na região de Prešov. Tem 13,26 km² de área e sua população em 2018 foi estimada em 488 habitantes.

## Demografia
| Ano:        | 1994 | 2004    | 2014   | 2024    |
| ----------- | ---- | ------- | ------ | ------- |
| Broj ljudi: | 381  | 435     | 471    | 554     |
| Razlika:    |      | +14,17% | +8,27% | +17,62% |

| Ano:               | 2023 | 2024   |
| ------------------ | ---- | ------ |
| Número de pessoas: | 551  | 554    |
| Diferença:         |      | +0,54% |